# Liège-Bastogne-Liège Feminina
A Liège-Bastogne-Liège Feminina (oficialmente Liège-Bastogne-Liège Femmes) é uma corrida profissional feminina de ciclismo de estrada de um dia que se disputa anualmente em Liège e seus arredores e como seu próprio nome indica passando por Bastogne. É a versão feminina da corrida do mesmo nome e celebra-se no mesmo dia que sua homónima, no último domingo do mês de abril depois da Flecha Valona Feminina e a Liège-Bastogne-Liège Feminina com as que conformam a conhecida Trilogia das Ardenas.
A sua primeira edição correu-se em 2017 como parte do UCI WorldTour Feminino.

## Palmarés
| Ano  | Vencedor             | Segundo              | Terceiro             |
| ---- | -------------------- | -------------------- | -------------------- |
| 2017 | Anna van der Breggen | Lizzie Deignan       | Katarzyna Niewiadoma |
| 2018 | Anna van der Breggen | Amanda Spratt        | Annemiek van Vleuten |
| 2019 | Annemiek van Vleuten | Floortje Mackaij     | Demi Vollering       |
| 2020 | Lizzie Deignan       | Grace Brown          | Ellen van Dijk       |
| 2021 | Demi Vollering       | Annemiek van Vleuten | Elisa Longo Borghini |
| 2022 | Annemiek van Vleuten | Grace Brown          | Demi Vollering       |
| 2023 | Demi Vollering       | Elisa Longo Borghini | Marlen Reusser       |
| 2024 | Grace Brown          | Elisa Longo Borghini | Demi Vollering       |
| 2025 |                      |                      |                      |

## Palmarés por países
Atualizado após edição de 2024
| País          | Vitórias |
| ------------- | -------- |
| Países Baixos | 6        |
| Reino Unido   | 1        |
| Austrália     | 1        |